# Donji Vinjani
Donji Vinjani – wieś w Chorwacji, w żupanii splicko-dalmatyńskiej, w mieście Imotski. W 2011 roku liczyła 2169 mieszkańców.